# Chiefs de Johnstown
Les Chiefs de Johnstown  sont une franchise de hockey sur glace de la Ligue de hockey de la Côte Est basée à Johnstown en Pennsylvanie.

## Historique
L'équipe fut fondée en 1988 en tant qu'équipe de la All-American Hockey League et a rejoint l'ECHL lors de sa création. Les Chiefs sont la seule franchise de l'ECHL a encore jouer sous le nom d'origine de la franchise.
Les propriétaires de la franchise voulurent nommer l'équipe en l'honneur d'une équipe basée à Johnstown qui avait évolué  de 1950 à 1977, les Jets de Johnstown. Mais les propriétaires de la première franchise possédant encore les droits sur le nom mirent leur véto. Les nouveaux propriétaires prirent en deuxième choix le nom de l'équipe d'un fameux film de hockey tournée à Johnstown: La Castagne. Dans ce film évoluaient les Chiefs de Charlestown.
Les couleurs de la francise sont le blanc, le noir et la couleur or (en raison d'une affiliation passée avec les Bruins de Boston). Les Chiefs furent également affiliés de 1996 à 1998 aux Penguins de Pittsburgh.
Les Chiefs ont joué avec les Nailers de Wheeling dans le film Mort subite avec Jean-Claude Van Damme. Ils jouaient alors le rôle des Blackhawks de Chicago.
Au terme de la saison 2009-2010, l'équipe est relocalisé à Greenville en Caroline du Sud pour devenir les Road Warriors de Greenville.

### Saisons en ECHL
Note: PJ : parties jouées, V : victoires, D : défaites, N : matchs nuls, DP : défaite en prolongation, DF : défaite en fusillade, Pts : Points, BP : buts pour, BC : buts contre, Pun : minutes de pénalité
| Saison    | PJ | V  | D  | N | DP | DF | Pts | Classement              | Séries éliminatoires      |
| --------- | -- | -- | -- | - | -- | -- | --- | ----------------------- | ------------------------- |
| 2006-2007 | 72 | 33 | 33 | - | 3  | 3  | 72  | 5e place, division nord | Défaite en première ronde |
| 2007-2008 | 72 | 36 | 30 | - | 3  | 3  | 78  | 4e place, division nord | Défaite en seconde ronde  |
| 2008-2009 | 72 | 37 | 30 | - | 5  | 0  | 79  | 5e place, division nord | Hors des séries           |
| 2009-2010 | 72 | 18 | 43 | - | 7  | 4  | 47  | 4e place, division Est  | Hors des séries           |